# Adania Shibli
Adania Shibli   (Arab al-Shibli, 1974) és una autora i assagista palestina. Va ser la primera autora en llengua àrab publicada por l'editorial anglesa Fitzcarraldo Editions.

## Trajectòria
Shibli va néixer el 1974, Palestina i es va doctorar a la Universitat de l'Est de Londres amb una tesi sobre estudis culturals i de mitjans. També va completar una beca postdoctoral al Wissenschaftskolleg de Berlín. Ha ensenyat a la Universitat de Nottingham i, des del 2013, ha treballat com a professora a temps parcial al departament de Filosofia i Estudis Culturals de la Universitat de Birzeit, al centre de Cisjordània.
Shibli i els seus fills es reparteixen el temps entre Jerusalem i Berlín. Shibli parla àrab, anglès, hebreu, francès, coreà i alemany.

## Obra
Des de 1996 Shibli ha publicat a revistes literàries d'Europa i d'Orient Mitjà. Des de llavors, ha ampliat la seva obra per a incloure-hi novel·les, obres de teatre, contes i assaigs narratius, publicats en nombrosos idiomes a antologies, llibres d'art i revistes literàries i culturals. Les seves obres de no-ficció inclouen el llibre d'art Dispositions i una col·lecció d'assajos titulada A Journey of Ideas Across: In Dialogue with Edward Said.
La seva novel·la Tafṣīl Ṯānawī (Un detall menor, Navona, 2024) va ser seleccionada per al LiBeraturpreis 2023 per l'organització alemanya LitProm. Basada parcialment en fets històrics, la novel·la relata la violació i l'assassinat d'una nena palestina el 1949 per soldats israelians que van ser condemnats per un tribunal israelià. La cerimònia de lliurament de premis a la Fira del Llibre de Frankfurt estava anunciada per al 20 d'octubre de 2023. Uns dies abans de la data anunciada, LitProm va cancel·lar la cerimònia i la va posposar fins a una data no especificada en resposta a les protestes d'alguns periodistes alemanys que havien considerat que la novel·la expressava actituds antisemites. A més, el conflicte entre Israel i Gaza d'octubre de 2023 va influir en gran manera en la decisió. En resposta a això, l'Associació d'Editors Àrabs es va retirar de la fira.
Arran de la cancel·lació, més de 1.000 autors i intel·lectuals, entre ells Colm Tóibín, Hisham Matar, Kamila Shamsie, William Dalrymple i els premis Nobel Abdulrazak Gurnah, Annie Ernaux i Olga Tokarczuk, van criticar la decisió de la Fira del Llibre i van escriure una carta oberta en què expressaven que aquesta Fira tenia «la responsabilitat de crear espais perquè els escriptors palestins compartissin els seus pensaments, sentiments i reflexions sobre la literatura en aquests temps terribles i cruels, no eliminar-los».